# バルダッサーレ・ネグローニ
バルダッサーレ・ネグローニ（Baldassarre Negroni、1877年1月21日 - 1948年7月18日）は、イタリアの映画監督。

## 作品
- 嗤う仮面
- モンテニジオの馭者